# Caiac canoe la Jocurile Olimpice de vară din 2020 - K-2 500 m feminin
Proba feminină de caiac K-2 500 de metri de la Jocurile Olimpice de vară din 2020 a avut loc în perioada 2-3 august 2021 pe Sea Forest Waterway. 
La această probă vor participa 10 echipaje. Dintre acestea, 6 vor fi selectate în urma Campionatului Mondial din 2019. Locurile rămase vor fi distribuite după calificările regionale. Dintre cele cinci regiuni, Europa va primi două locuri, iar celelalte vor primi câte unul, cu excepția Asiei care nu va organiza calificări.

## Program
Orele sunt ora Japoniei (UTC+9) 
| Data                 | Timp | Etapă                         |
| -------------------- | ---- | ----------------------------- |
| Luni, 2 august 2021  | 9:30 | Calificări Sferturi de finală |
| Marți, 3 august 2021 | 9:30 | Semifinale Finala             |

## Rezultate

### Calificări
Primele două echipaje din fiecare serie se califică în semifinale, iar celelalte se califică pentru sferturile de finală.

#### Seria 1
| Loc | Culoar | Canotoare                                | Țară    | Timp     | Note |
| --- | ------ | ---------------------------------------- | ------- | -------- | ---- |
| 1   | 6      | Danuta Kozák Dóra Bodonyi                | Ungaria | 1:45,735 | SE   |
| 2   | 3      | Kira Stepanova Varvara Baranova          | COR     | 1:47,874 | SE   |
| 3   | 5      | Ana Roxana Lehaci Viktoria Schwarz       | Austria | 1:48,220 | SF   |
| 4   | 4      | Liudmyla Kuklinovska Anastasiia Todorova | Ucraina | 1:50,733 | SF   |
| 5   | 2      | Afef Ben Ismail Khaoula Sassi            | Tunisia | 2:05,770 | SF   |

#### Seria 2
| Loc | Culoar | Canotoare                      | Țară          | Timp     | Note |
| --- | ------ | ------------------------------ | ------------- | -------- | ---- |
| 1   | 5      | Karolina Naja Anna Puławska    | Polonia       | 1:44,606 | SE   |
| 2   | 4      | Manon Hostens Sarah Guyot      | Franța        | 1:45,533 | SE   |
| 3   | 3      | Li Dongyin Zhou Yu             | China         | 1:45,831 | SF   |
| 4   | 2      | Alicia Hoskin Teneale Hatton   | Noua Zeelandă | 1:49,832 | SF   |
| 5   | 6      | Jaime Roberts Jo Brigden-Jones | Australia     | 1:52,097 | SF   |

#### Seria 3
| Loc | Culoar | Canotoare                             | Țară      | Timp     | Note |
| --- | ------ | ------------------------------------- | --------- | -------- | ---- |
| 1   | 6      | Tamara Csipes Erika Medveczky         | Ungaria   | 1:42,776 | SE   |
| 2   | 4      | Volha Khudzenka Maryna Litvinchuk     | Belarus   | 1:43,377 | SE   |
| 3   | 2      | Caroline Arft Sarah Brüßler           | Germania  | 1:48,058 | SF   |
| 4   | 5      | Špela Ponomarenko Janić Anja Osterman | Slovenia  | 1:48,509 | SF   |
| 5   | 3      | Julie Funch Bolette Nyvang Iversen    | Danemarca | 1:52,730 | SF   |

#### Seria 4
| Loc | Culoar | Canotoare                             | Țară          | Timp     | Note |
| --- | ------ | ------------------------------------- | ------------- | -------- | ---- |
| 1   | 3      | Lisa Carrington Caitlin Regal         | Noua Zeelandă | 1:43,836 | SE   |
| 2   | 4      | Sabrina Hering-Pradler Tina Dietze    | Germania      | 1:44,894 | SE   |
| 3   | 2      | Alyssa Bull Alyce Wood                | Australia     | 1:45,499 | SF   |
| 4   | 5      | Hermien Peters Lize Broekx            | Belgia        | 1:48,137 | SF   |
| 5   | 6      | Alanna Bray-Lougheed Madeline Schmidt | Canada        | 1:49,776 | SF   |

### Sferturi de finală
Primele patru echipaje din fiecare serie se califică în semifinale, iar celelalte sunt eliminate.

#### Sfertul de finală 1
| Loc | Culoar | Canotoare                          | Țară          | Timp     | Note |
| --- | ------ | ---------------------------------- | ------------- | -------- | ---- |
| 1   | 6      | Hermien Peters Lize Broekx         | Belgia        | 1:47,649 | SE   |
| 2   | 4      | Caroline Arft Sarah Brüßler        | Germania      | 1:48,450 | SE   |
| 3   | 5      | Ana Roxana Lehaci Viktoria Schwarz | Austria       | 1:49,777 | SE   |
| 4   | 3      | Alicia Hoskin Teneale Hatton       | Noua Zeelandă | 1:50,507 | SE   |
| 5   | 7      | Julie Funch Bolette Nyvang Iversen | Danemarca     | 1:52,678 |      |
| 6   | 2      | Afef Ben Ismail Khaoula Sassi      | Tunisia       | 2:10,979 |      |

#### Sfertul de finală 2
| Loc | Culoar | Canotoare                                | Țară      | Timp     | Note |
| --- | ------ | ---------------------------------------- | --------- | -------- | ---- |
| 1   | 6      | Špela Ponomarenko Janić Anja Osterman    | Slovenia  | 1:46,929 | SE   |
| 2   | 4      | Alyssa Bull Alyce Wood                   | Australia | 1:47,057 | SE   |
| 3   | 5      | Li Dongyin Zhou Yu                       | China     | 1:47,471 | SE   |
| 4   | 2      | Jaime Roberts Jo Brigden-Jones           | Australia | 1:50,325 | SE   |
| 5   | 7      | Alanna Bray-Lougheed Madeline Schmidt    | Canada    | 1:51,862 |      |
| 6   | 3      | Liudmyla Kuklinovska Anastasiia Todorova | Ucraina   | 1:53,184 |      |

### Semifinale
Primele patru echipaje din fiecare serie se califică în finala A, iar celelalte în finala B.

#### Semifinala 1
| Loc | Culoar | Canotoare                             | Țară          | Timp     | Note |
| --- | ------ | ------------------------------------- | ------------- | -------- | ---- |
| 1   | 4      | Danuta Kozák Dóra Bodonyi             | Ungaria       | 1:37,912 | FA   |
| 2   | 5      | Tamara Csipes Erika Medveczky         | Ungaria       | 1:38,446 | FA   |
| 3   | 3      | Manon Hostens Sarah Guyot             | Franța        | 1:38,632 | FA   |
| 4   | 6      | Sabrina Hering-Pradler Tina Dietze    | Germania      | 1:38,954 | FA   |
| 5   | 8      | Li Dongyin Zhou Yu                    | China         | 1:39,404 | FB   |
| 6   | 7      | Caroline Arft Sarah Brüßler           | Germania      | 1:39,421 | FB   |
| 7   | 1      | Alicia Hoskin Teneale Hatton          | Noua Zeelandă | 1:44,119 | FB   |
| 8   | 2      | Špela Ponomarenko Janić Anja Osterman | Slovenia      | NT       |      |

#### Semifinala 2
| Loc | Culoar | Canotoare                          | Țară          | Timp     | Note |
| --- | ------ | ---------------------------------- | ------------- | -------- | ---- |
| 1   | 5      | Lisa Carrington Caitlin Regal      | Noua Zeelandă | 1:36,724 | FA   |
| 2   | 7      | Alyssa Bull Alyce Wood             | Australia     | 1:37,109 | FA   |
| 3   | 6      | Volha Khudzenka Maryna Litvinchuk  | Belarus       | 1:37,198 | FA   |
| 4   | 4      | Karolina Naja Anna Puławska        | Polonia       | 1:37,219 | FA   |
| 5   | 2      | Hermien Peters Lize Broekx         | Belgia        | 1:39,046 | FB   |
| 6   | 8      | Ana Roxana Lehaci Viktoria Schwarz | Austria       | 1:39,497 | FB   |
| 7   | 3      | Kira Stepanova Varvara Baranova    | COR           | 1:42.069 | FB   |
| 8   | 1      | Jaime Roberts Jo Brigden-Jones     | Australia     | 1:42,092 | FB   |

### Finale

#### Finala B
| Loc | Culoar | Canotoare                          | Țară          | Timp     | Note |
| --- | ------ | ---------------------------------- | ------------- | -------- | ---- |
| 9   | 4      | Hermien Peters Lize Broekx         | Belgia        | 1:38,475 |      |
| 10  | 5      | Li Dongyin Zhou Yu                 | China         | 1:39,790 |      |
| 11  | 3      | Caroline Arft Sarah Brüßler        | Germania      | 1:39,953 |      |
| 12  | 6      | Ana Roxana Lehaci Viktoria Schwarz | Austria       | 1:40,007 |      |
| 13  | 8      | Jaime Roberts Jo Brigden-Jones     | Australia     | 1:41,073 |      |
| 14  | 7      | Alicia Hoskin Teneale Hatton       | Noua Zeelandă | 1:41,121 |      |
| 15  | 2      | Kira Stepanova Varvara Baranova    | COR           | 1:44,054 |      |

#### Finala A
| Loc | Culoar | Canotoare                          | Țară          | Timp     | Note |
| --- | ------ | ---------------------------------- | ------------- | -------- | ---- |
| 1   | 4      | Lisa Carrington Caitlin Regal      | Noua Zeelandă | 1:35,785 |      |
| 2   | 8      | Karolina Naja Anna Puławska        | Polonia       | 1:36,753 |      |
| 3   | 5      | Danuta Kozák Dóra Bodonyi          | Ungaria       | 1:36,867 |      |
| 4   | 3      | Tamara Csipes Erika Medveczky      | Ungaria       | 1:37,114 |      |
| 5   | 6      | Alyssa Bull Alyce Wood             | Australia     | 1:37,412 |      |
| 6   | 2      | Volha Khudzenka Maryna Litvinchuk  | Belarus       | 1:37,647 |      |
| 7   | 7      | Manon Hostens Sarah Guyot          | Franța        | 1:40,329 |      |
| 8   | 1      | Sabrina Hering-Pradler Tina Dietze | Germania      | 1:42,406 |      |